# 鳥取県道273号三朝温泉木地山線
鳥取県道273号三朝温泉木地山線（とっとりけんどう273ごう みささおんせんきじやません）は、鳥取県東伯郡三朝町を通る一般県道である。

## 概要
東伯郡三朝町大字横手から東伯郡三朝町大字木地山に至る

### 路線データ
- 起点：鳥取県東伯郡三朝町大字横手（鳥取県道21号鳥取鹿野倉吉線交点）
- 終点：鳥取県東伯郡三朝町大字木地山（国道179号交点、鳥取県道205号木地山倉吉線起点）
- 未開通区間
  - 鳥取県東伯郡三朝町大字西小鹿 - 鳥取県東伯郡三朝町大字柿谷
  - 鳥取県東伯郡三朝町大字柿谷 - 鳥取県東伯郡三朝町大字木地山

## 歴史
- 2004年（平成16年）11月25日 - 鳥取県告示第917・918・919号により、鳥取県道21号鳥取鹿野倉吉線三朝バイパスが供用開始したことに伴い、旧道となった部分が当路線に移行し、起点が東伯郡三朝町三朝から東伯郡三朝町横手に変更された[1]。

## 路線状況

### 重複区間
- 鳥取県道21号鳥取鹿野倉吉線（東伯郡三朝町大字三朝）
- 鳥取県道33号三朝中線（東伯郡三朝町大字高橋 - 東伯郡三朝町大字東小鹿）
- 鳥取県道205号木地山倉吉線（東伯郡三朝町大字柿谷 - 東伯郡三朝町大字木地山（終点））

### 道路施設

#### 橋梁
- 三朝橋（三徳川、東伯郡三朝町）

## 地理

### 通過する自治体
- 鳥取県
  - 東伯郡三朝町

### 交差する道路
| 交差する道路                                                    | 交差する場所 | 交差する場所 |
| --------------------------------------------------------------- | ------------ | ------------ |
| 鳥取県道21号鳥取鹿野倉吉線                                      | 大字横手     | 起点         |
| 鳥取県道21号鳥取鹿野倉吉線 重複区間起点                         | 大字三朝     |              |
| 鳥取県道21号鳥取鹿野倉吉線 重複区間終点                         | 大字三朝     | 三朝交差点   |
| 鳥取県道33号三朝中線 重複区間起点                               | 大字高橋     |              |
| 鳥取県道33号三朝中線 重複区間終点                               | 大字東小鹿   |              |
| 鳥取県道205号木地山倉吉線 重複区間起点                          | 大字柿谷     |              |
| 国道179号 国道482号 重複 鳥取県道205号木地山倉吉線 重複区間終点 | 大字木地山   | 終点         |

### 沿線
- 三朝温泉
- 三朝温泉郵便局